# سفيتلانا رازناتوفيتش
سفيتلانا رازناتوفيتش (بالصربية: Цеца)‏ مواليد 14 يونيو 1973 في صربيا، جمهورية يوغسلافيا الاشتراكية الاتحادية، هي مغنية صربية تُعرف بـ(كيكا) بدأت مسيرتها الفنية عام 1988. هي واحدة من أكثر المغنيات شعبية في صربيا، وواحدة من الفنانين الأعلى أجراً في صناعة الموسيقى الصربية.

## الألبومات
| السنة | اسم الألبوم                   | بالعربية                |
| ----- | ----------------------------- | ----------------------- |
| 1988  | Cvetak zanovetak              | الزهرة المزعجة          |
| 1989  | Ludo srce                     | القلب المجنون           |
| 1990  | Pustite me da ga vidim        | إسمحوا لي أن أراه       |
| 1991  | Babaroga                      | الرجل الراقص            |
| 1993  | Šta je to u tvojim venama     | ما الذي في شرايينِك؟     |
| 1994  | Ja još spavam u tvojoj majici | أنا أبقى نائمة في قميصِك |
| 1995  | Fatalna ljubav                | الحُب القاتل             |
| 1996  | Emotivna luda                 | العاطفي المجنون         |
| 1997  | Maskarada                     |                         |
| 1999  | Ceca 2000                     |                         |
| 2001  | Decenija                      | عَقد                     |
| 2004  | Gore od ljubavi               | أسوء من الحب            |
| 2006  | Idealno loša                  | سيء مثالي               |
| 2011  | Ljubav živi                   | حياة الحب               |
| 2013  | Poziv                         | اتصال هاتفي             |

## وصلات خارجية
- سفيتلانا رازناتوفيتش على موقع IMDb (الإنجليزية)
- سفيتلانا رازناتوفيتش على موقع ميوزك برينز (الإنجليزية)
- سفيتلانا رازناتوفيتش على موقع أول ميوزيك (الإنجليزية)
- سفيتلانا رازناتوفيتش على موقع ديسكوغز (الإنجليزية)

- Ceca-Official.com